# 1970 en science
| Années de la science : 1967 - 1968 - 1969 - 1970 - 1971 - 1972 - 1973    |
| Décennies de la science : 1940 - 1950 - 1960 - 1970 - 1980 - 1990 - 2000 |

Cet article présente les faits marquants de l'année 1970 en science.

## Évènements
- 1er janvier : début du timestamp (informatique)[1].
- 4 mars : un accord sur l’ultracentrifugation est signé entre le Royaume-Uni, les Pays-Bas et la RFA[2].
- 28 juillet : H.O. Smith et K.W.  Wilcox publient la purification de HindII,  la première enzyme de restriction de type II (séquence spécifique) [3].

- IBM lance son système 370, un ordinateur qui a recours aux circuits intégrés[4].
- Les biologistes américains Howard Temin et David Baltimore découvrent indépendamment la transcriptase inverse[5].

### Astronautique
- 11 février : le Japon lance le satellite Ōsumi par ses propres moyens[6].
- 13 avril : explosion des réservoirs d'oxygène sur Apollo 13, compromettant la suite de la mission[7].
- 24 avril : la Chine lance son premier satellite, Dong Fang Hong I[8].
- 19 juin : la cabine spatiale soviétique Soyouz 9 atterrit au Kazakhstan, après avoir établi un nouveau record de durée dans l'espace pour un vol habité : 17 jours, 16 heures et 59 minutes[9].
- 12 décembre : lancement du satellite Uhuru, premier satellite d'observation dans le domaine des rayons X[10].

## Publications
- François Jacob, La Logique du vivant, une histoire de l’hérédité, éditions Gallimard.
- Jacques Monod, Le Hasard et la Nécessité. Essai sur la philosophie naturelle de la biologie moderne, Paris, éditions du Seuil,1970.  (ISBN 978-2-02-000618-7)

## Prix
- Prix Nobel

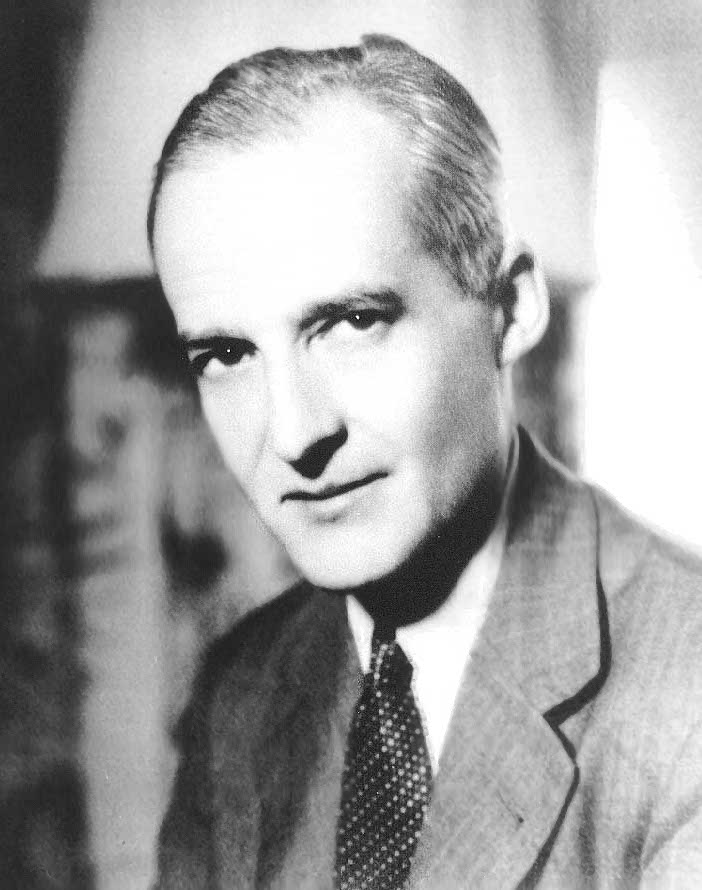
Luis Federico Leloir

  - Physique : Hannes Alfvén, Louis Néel
  - Chimie : Luis Federico Leloir (argentin)
  - Physiologie ou médecine : Sir Bernard Katz (Britannique né en Allemagne), Ulf Svante von Euler (Suédois), Julius Axelrod (Américain)

- Prix Lasker
- Prix Albert-Lasker pour la recherche médicale fondamentale : Earl Sutherland
- Prix Albert-Lasker pour la recherche médicale clinique : Robert Good

- Médailles de la Royal Society
- Médaille Copley : Alexander Todd
- Médaille Darwin : Charles Sutherland Elton
- Médaille Davy : Charles Alfred Coulson
- Médaille Hughes : David Bates
- Médaille royale : John Baker (en), William Albert Hugh Rushton, Kingsley Charles Dunham
- Médaille Rumford : Christopher Hinton
- Médaille Sylvester : George Temple

- Médailles de la Geological Society of London
- Médaille Lyell : Frederick Stewart
- Médaille Murchison : Robert Millner Shackleton (en)
- Médaille Wollaston : Philip Henry Kuenen (en)

- Prix Jules-Janssen (astronomie) : Martin Schwarzschild
- Prix Turing : James H. Wilkinson
- Médaille Theodore von Karman : Wilhelm Flügge
- Médaille Bruce (Astronomie) : Fred Hoyle
- Médaille Fields : Alan Baker (britannique), Heisuke Hironaka (japonais), Sergueï Novikov (russe), John Griggs Thompson (américain)
- Médaille Linnéenne : Edred John Henry Corner et Errol White
- Prix Servant : Bernard Malgrange, André Néron et Jean Cerf
- Médaille Brouwer : René Thom (premier lauréat)
- Médaille Lomonossov : Arnaud Denjoy et Ivan Vinogradov
- Prix Frank Nelson Cole : John R. Stallings et Richard Swan
- Conférence Gibbs : Walter Munk
- Prix Leroy P. Steele : Solomon Lefschetz
- Prix Berwick : Alfred Goldie
- Prix Chauvenet : Shiing-Shen Chern
- Conférence Fisher : Leonard Savage
- Prix Samuel-Wilks : George Snedecor
- Prix Stefan-Banach : Roman Duda (pl)
- Prix Caccioppoli : Claudio Baiocchi
- Prix Lester Randolph Ford : Henry L. Alder (d), William A. Coppel (d), Ralph P. Boas (en), John Milnor, Norman Levinson et Ivan Niven
- Médaille Hector : Brian Garner Wybourne (en)
- Prix Jaffé : Georges Morel
- Prix Jeffery-Williams : Wilhelmus Luxemburg
- Médaille Thomas Ranken Lyle : Robert Hanbury Brown
- Médaille Tyson : Christopher Rodney Prior
- Prix Salem : Yves Meyer
- Médaille Shewhart : J. Stuart Hunter
- Prix Simion-Stoilow : Viorel Barbu et Dorin Ieșan (ro)
- Conférence von Neumann : James H. Wilkinson
- Prix Whittaker : Derek John Scott Robinson (de)
- Médaille d'or du CNRS : Jacques Friedel

## Naissances

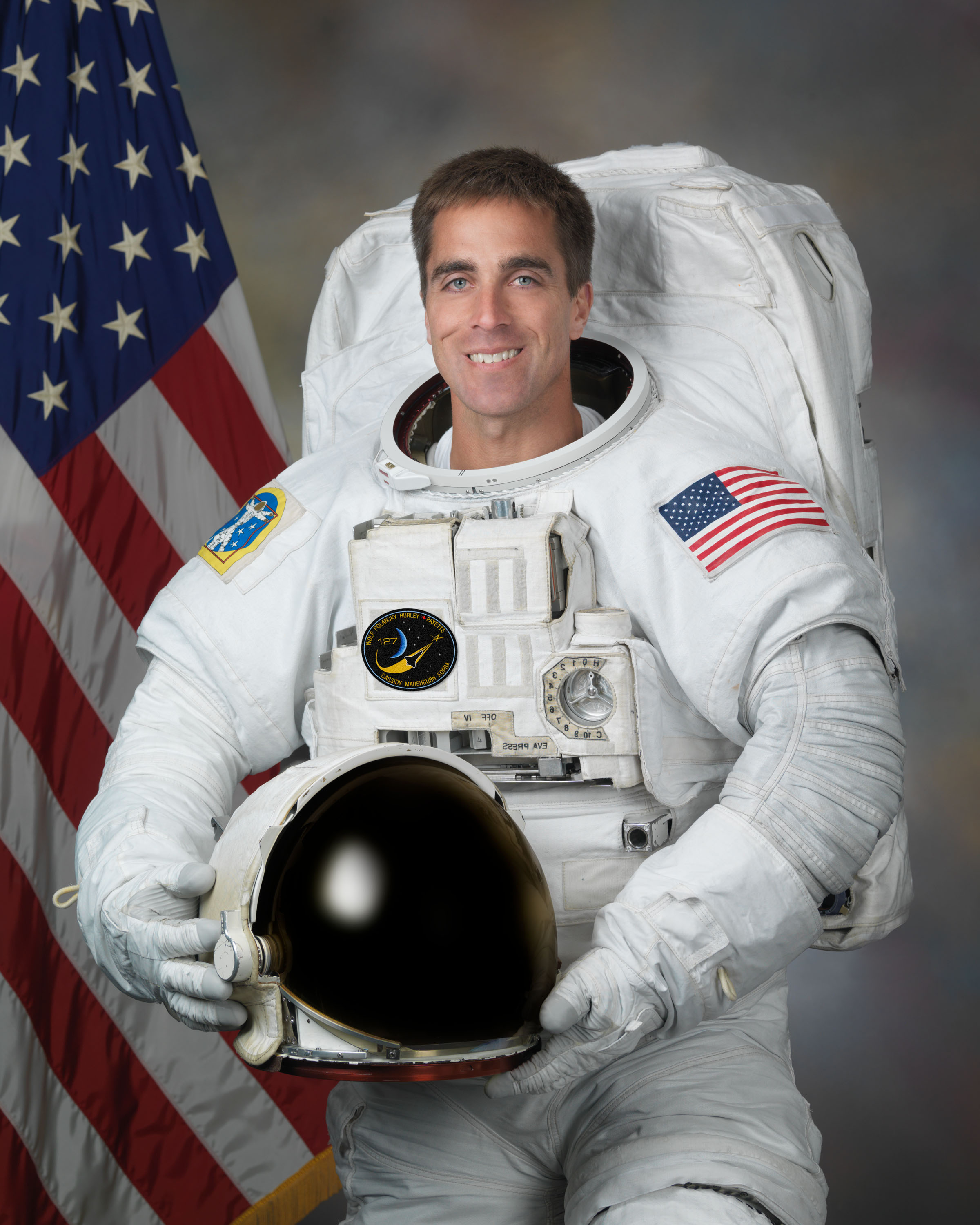
Christopher J. Cassidy

- 1er janvier : Valentin Agon, chercheur béninois.
- 4 janvier : Christopher J. Cassidy, astronaute américain.
- 6 janvier : David Saint-Jacques, astronaute canadien.
- 25 février : Patrick Michel, astrophysicien et ingénieur français en aéronautique.

- 13 mars : Alexander Samokoutaïev, cosmonaute soviétique.
- 24 mars : Jean-Philippe Warren, sociologue et anthropologue canadien.
- 27 avril : Emmanuel Candès, statisticien français.

- 12 juin : Annette Warner (née Imhausen), historienne des mathématiques et mathématicienne allemande.
- 28 juillet : Robert Behnken, astronaute américain.

- 1er août :

- 3 septembre : Tom Abel, cosmologiste américain.

- 16 octobre : Vincent Rijmen, cryptologue belge.
- 21 octobre : Cyril Marcigny, archéologue français.

- 2 novembre : Jeanette Epps, astronaute américain.
- 27 décembre : Naoko Yamazaki, astronaute japonaise.
- Andrea Di Paola, astronome italien.
- Clare Parnell, astrophysicienne et mathématicienne appliquée britannique.
- Timothy B. Spahr, astronome américain.
- Vincenzo Esposito Vinzi, statisticien italien.

## Décès

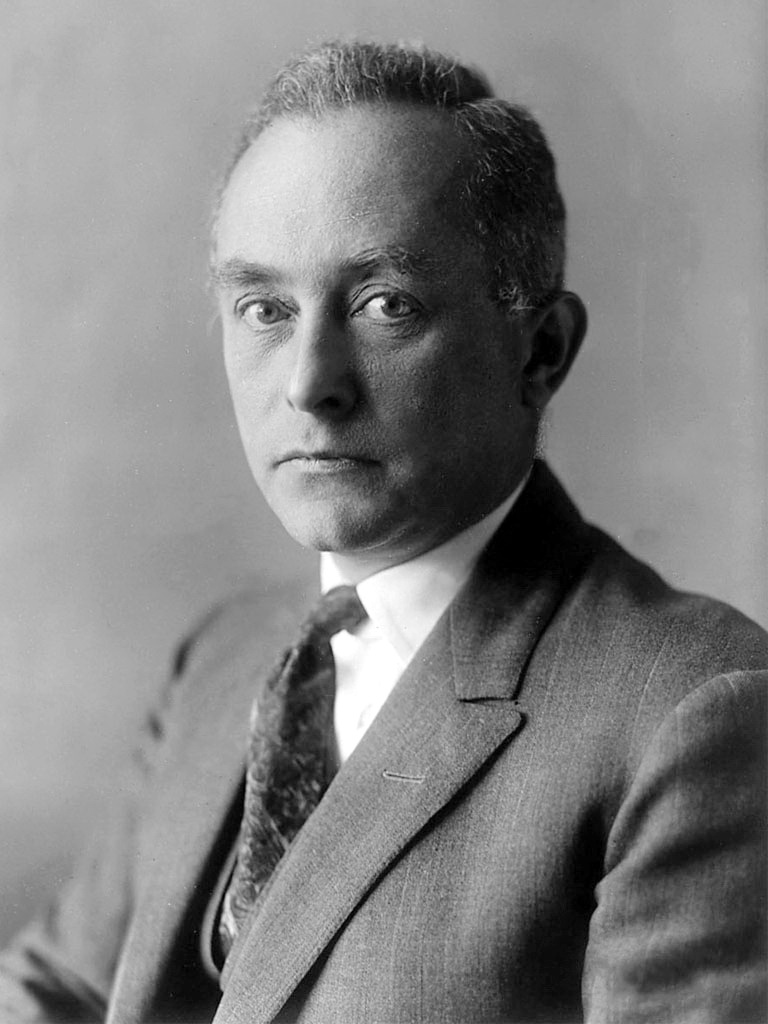
Max Born

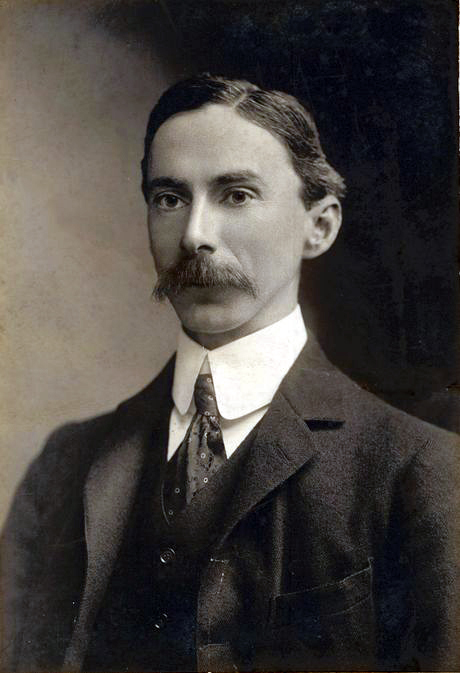
Bertrand Russell

- 1er janvier : Alfred Lauck Parson (né en 1899), chimiste et physicien anglais.
- 5 janvier : Max Born (né en 1882), physicien et mathématicien allemand naturalisé britannique, prix Nobel de physique en 1954.
- 10 janvier : Pavel Beliaïev (né en 1925), cosmonaute soviétique.
- 2 février : Bertrand Russell (né en 1872), épistémologue, mathématicien, logicien, philosophe et moraliste britannique.
- 16 février : Francis Rous (né en 1879), virologue américain, prix Nobel de physiologie ou médecine en 1966.
- 23 février : Justin Savornin (né en 1876), géologue français.

- 16 mars : Louis Malleret (né en 1901), archéologue français.

- 5 avril : Alfred Sturtevant (né en 1891), généticien américain.
- 12 mai : Donald Thomson (né en 1901), ornithologue et anthropologue australien.
- 29 mai : Jaroslav Černý (né en 1898), égyptologue tchèque.

- 15 juin :
  - Amédée Lemozi (né en 1882), archéologue, spéléologue et préhistorien français.
  - Hortense Powdermaker (née en 1896), anthropologue américaine.
- 16 juin  : Sydney Chapman (né en 1888), astronome, mathématicien et géophysicien britannique.

- 3 juillet : Carl Ludvig Godske (né en 1906), mathématicien et météorologue norvégien.
- 1er août : Otto Heinrich Warburg (né en 1883), médecin et physiologiste allemand, prix Nobel de physiologie ou médecine en 1931.
- 4 août : Jacques Rousseau (né en 1905), botaniste et ethnologue québécois.
- 30 août : Ernst Zinner (né en 1886), astronome et historien de l'astronomie allemand.

- 14 septembre : Rudolf Carnap (né en 1891), philosophe allemand puis américain, représentant du positivisme logique.
- 9 octobre : Louis Pasteur Vallery-Radot (né en 1886), médecin français.
- 17 octobre : Benjamin Boss (né en 1880), astronome américain.
- 26 octobre : Marcel Minnaert (né en 1893), astronome belge.

- 21 novembre : Chandrashekhara Venkata Râman (né en 1888), physicien indien, prix Nobel de physique en 1930.
- 30 novembre : Alfonso Caso (né en 1896), archéologue mexicain.

- 8 décembre : Christopher Kelk Ingold (né en 1893), chimiste britannique.
- 12 décembre :
  - Louis Zimmer (né en 1888), horloger et astronome amateur belge.
- 16 décembre : Oscar Lewis (né en 1914), anthropologue américain.
- 27 décembre : Okuro Oikawa (né en 1896), astronome japonais.
- 29 décembre : William King Gregory (né en 1876), paléontologue américain.